# Dimitrios Anagnostopulos
Dimitrios Anagnostopulos, do 1996 Demetrios Agnos (ur. 11 czerwca 1970) – grecki szachista, do 1996 reprezentant Anglii, arcymistrz od 1996 roku.

## Kariera szachowa
W latach 1987 (w San Juan) i 1988 (w Aguadilli) dwukrotnie zdobył srebrne medale mistrzostw świata juniorów do lat 18, natomiast w 1990 podzielił IV m. (wspólnie z m.in. Weselinem Topałowem) w mistrzostwach Europy juniorów do lat 20 w Arnhem. W 1994 r. zwyciężył w otwartym turnieju w Berdze, w 1996 r. triumfował w Papanastasio i Karditsie (wspólnie z Aleksandrem Grafem), a w 1997 r. – w Ano Liosii.
Po zmianie obywatelstwa zależał do czołówki greckich szachistów. W 1996 r. zdobył w Atenach brązowy medal indywidualnych mistrzostwach kraju, w tym samym roku zadebiutował w narodowej drużynie na szachowej olimpiadzie w Erywaniu, a w następnym wystąpił w drużynowych mistrzostwach Europy w Puli. W 2001 r. podzielił IV m. w Londynie.
Najwyższy ranking w karierze osiągnął 1 lipca 1996 r., z wynikiem 2515 punktów zajmował wówczas 4. miejsce (za Vasiliosem Kotroniasem, Joanisem Nikolaidisem i Igorem Miladinoviciem) wśród greckich szachistów. Od 2003 r. w turniejach klasyfikowanych przez Międzynarodową Federację Szachową występuje bardzo rzadko.